# 科尔杜西奥广场

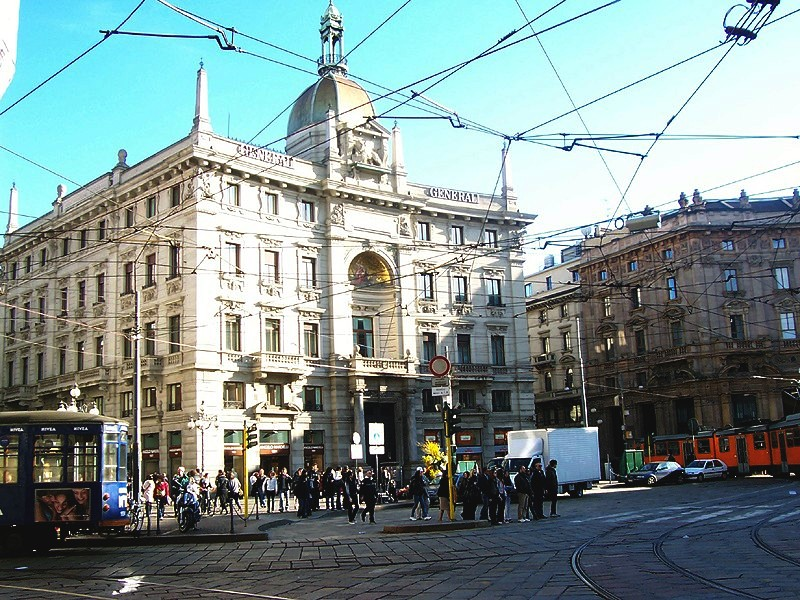
科尔杜西奥广场

科尔杜西奥广场（Piazza Cordusio，非正式地称为Piazzale Cordusio）是意大利米兰市中心的一个广场，得名于伦巴第时期在此建立的公爵法庭（Cors Ducis）。广场上是19世纪新古典主义、折衷主义和新艺术运动建筑，银行和邮局。虽然许多 现在已经迁往别处，它仍然是该市一个重要的商业广场，拥有忠意保险宫、意大利裕信银行宫（Palazzo del Credito Italiano）和邮政宫（Palazzo delle Poste，前米兰证券交易所）。科尔杜西奥广场拥有科尔杜西奥地铁站，是优雅的但丁街的起点（通往中世纪的斯福尔扎古堡）。但丁街对面，科尔杜西奥毗邻商人广场，中世纪的市中心，直通今天的市中心主教座堂广场。

## 建筑

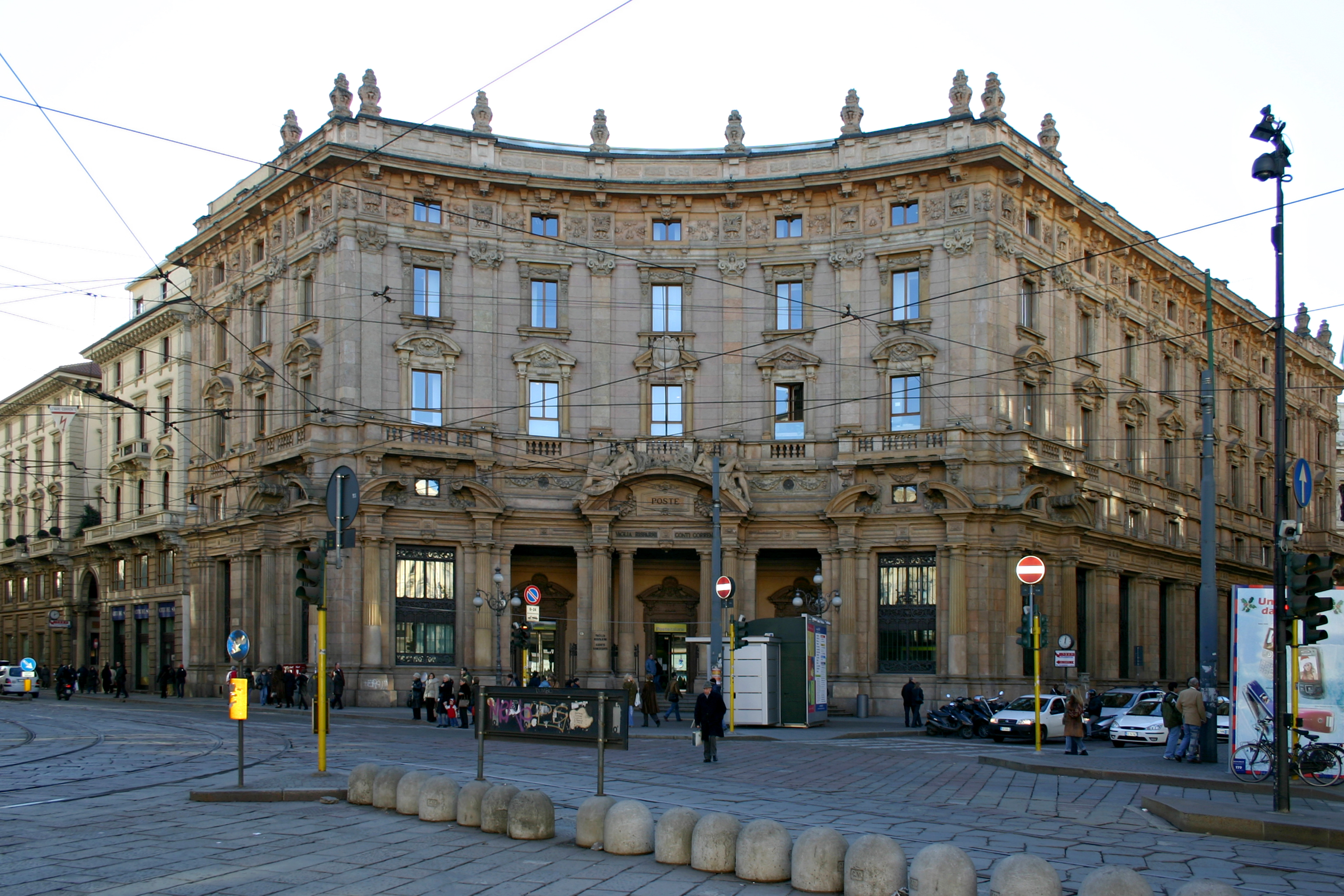
邮政宫和老米兰证券交易所宫

### 忠意保险宫
忠意保险宫（Palazzo delle Assicurazioni Generali）是广场上的主要建筑之一，是由建筑师卢卡·贝尔特拉米建造于1897年到1901年。这是大型金融公司忠意保险公司的主要总部，有一个圆顶的小塔楼。

### 意大利裕信银行宫
意大利裕信银行宫是一座半圆形的折衷主义建筑，设计者为路易吉·布罗吉（1851年-1928年），1901年完成。

### 邮政宫（前旧证券交易所）
另一座半圆形的建筑风格类似意大利裕信银行宫，也由路易吉·布罗吉设计，在1901年完成。这是米兰的旧证券交易所，直到迁往商业广场（Piazza Affari）更现代的梅扎诺特宫（Palazzo Mezzanotte）。目前，此處為星巴克進駐義大利的第一家門市。

## 雕塑

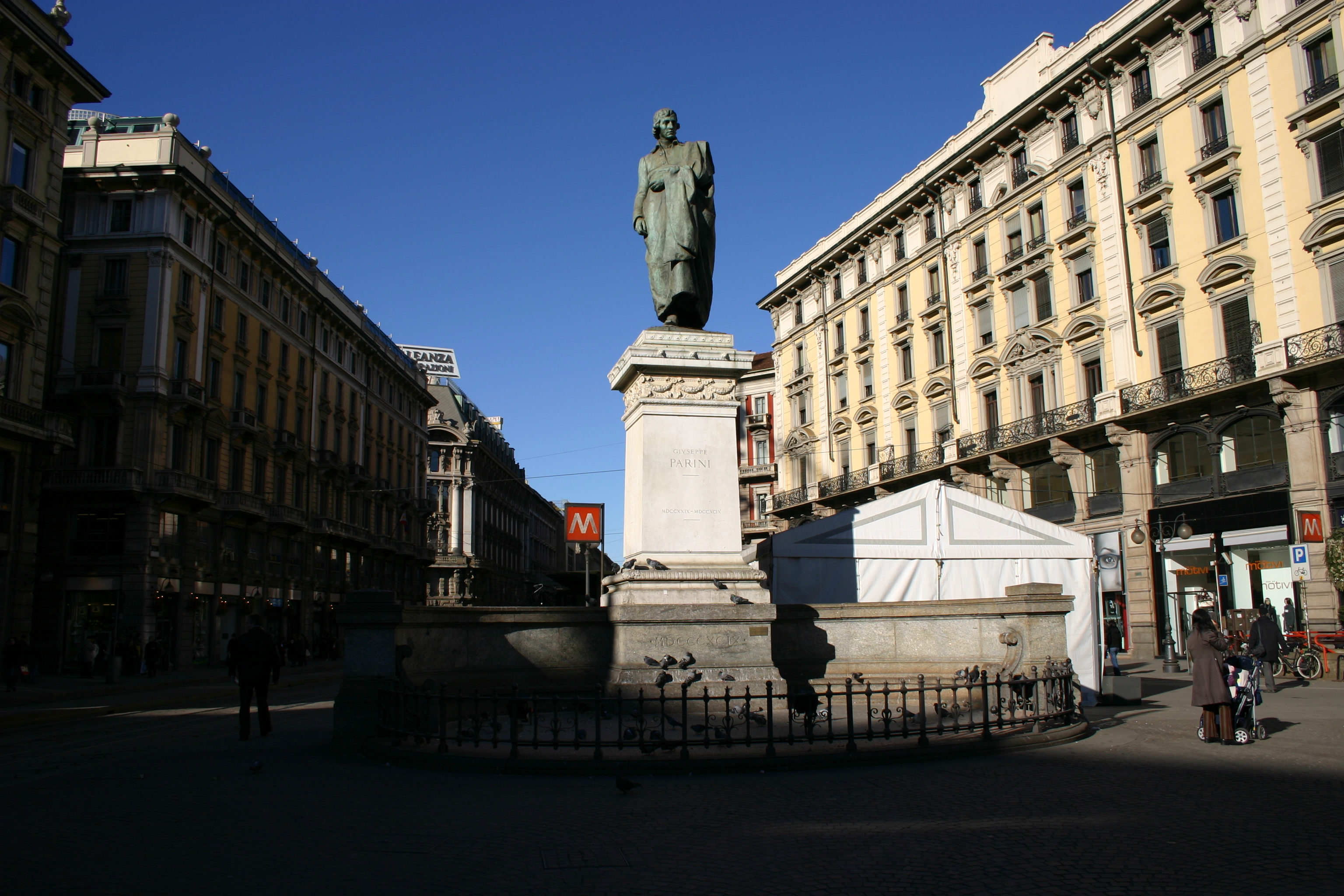
帕里尼雕像

文学家朱塞佩·帕里尼（1729年-1799年）的金属和石头雕像位于广场中间，作者是卢卡·贝尔特拉米（1854年-1933年）。

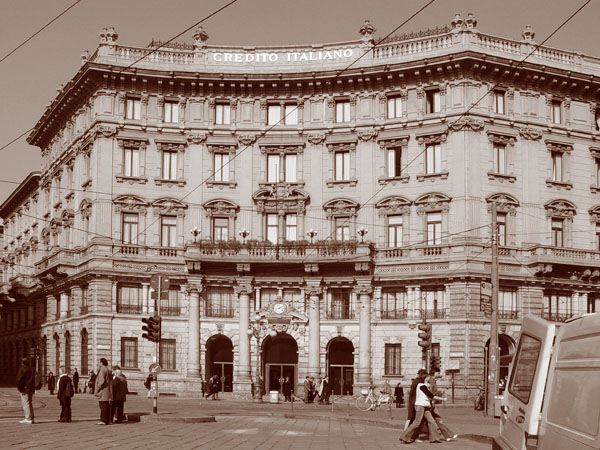
意大利裕信银行宫
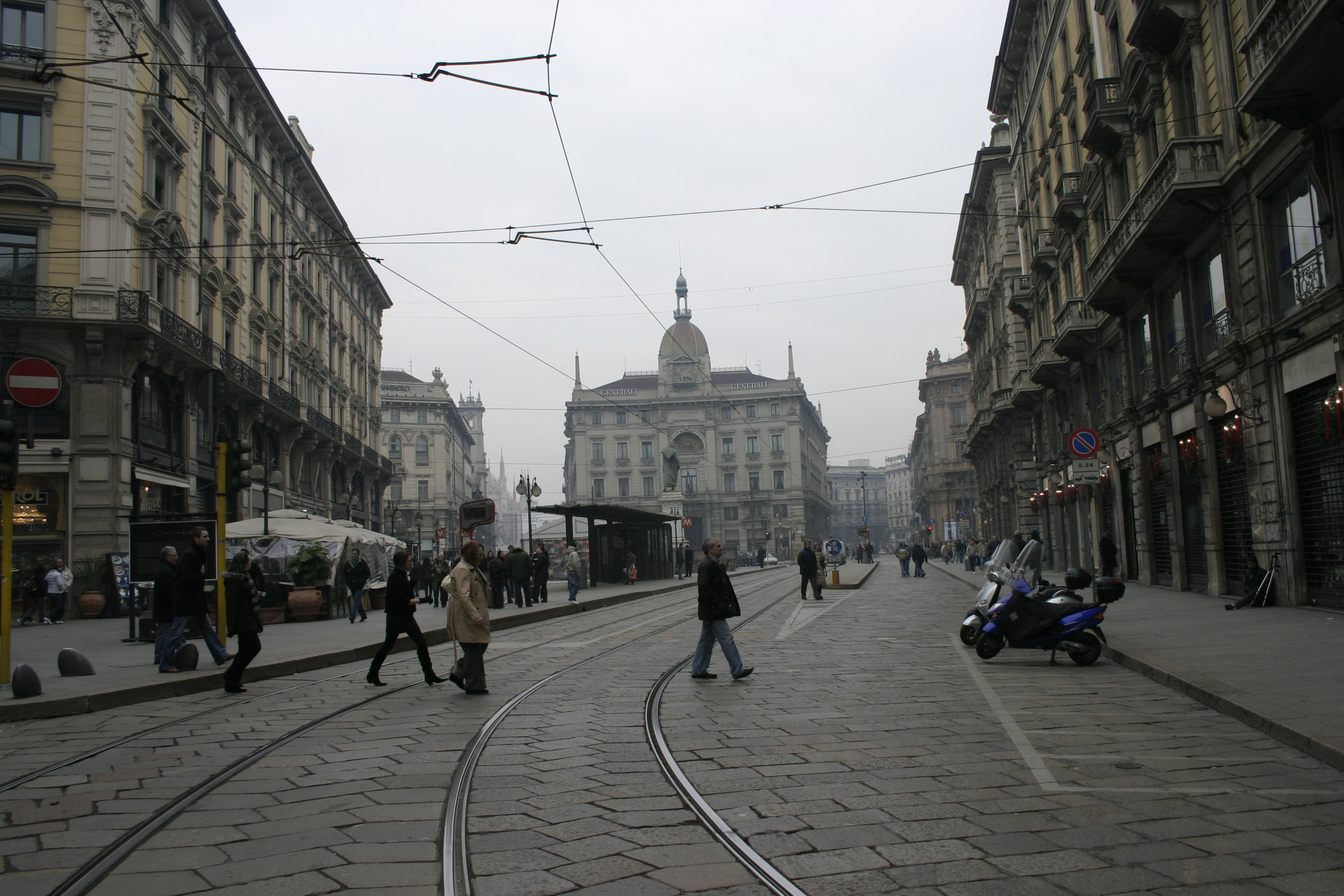
忠意保险宫
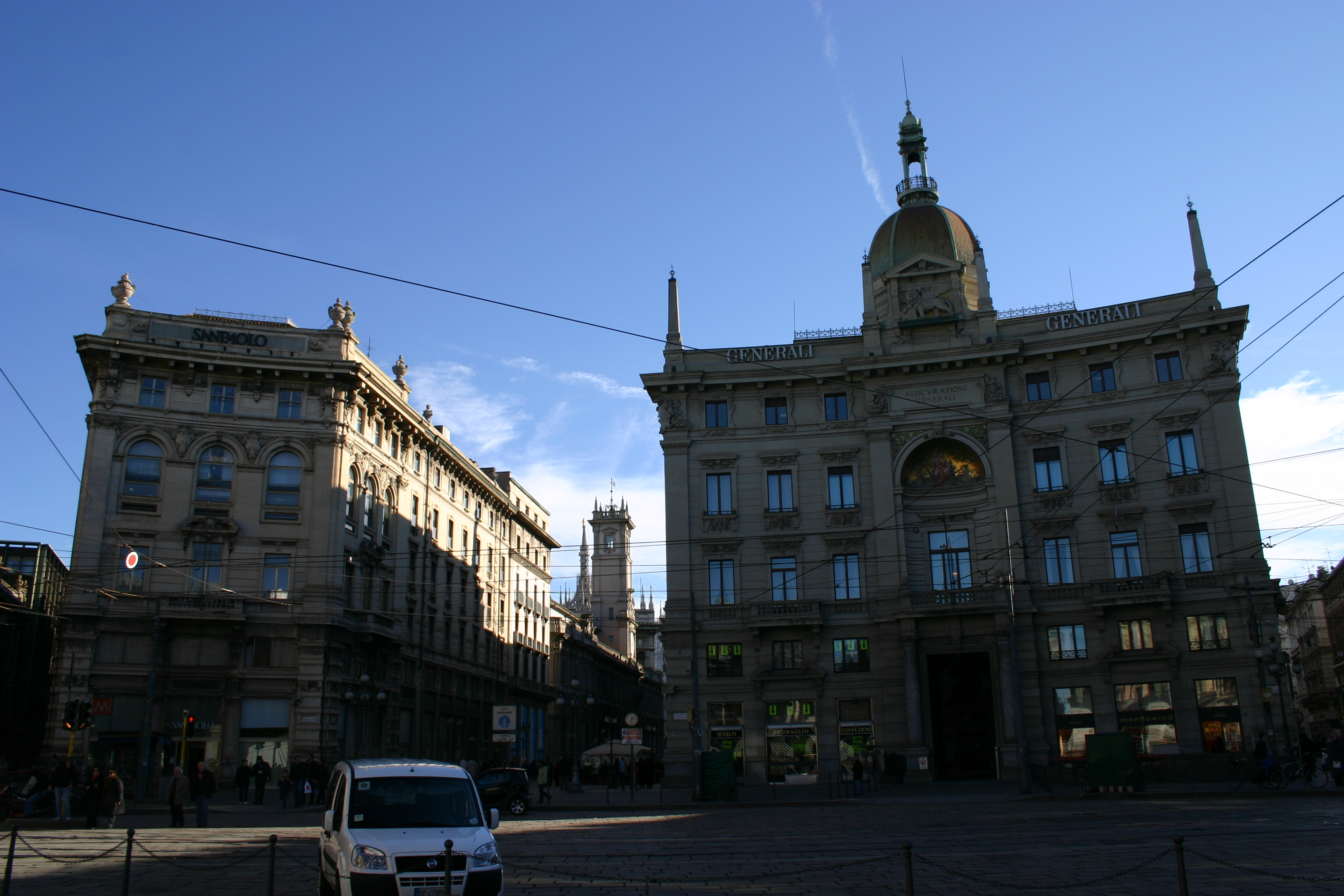
广场
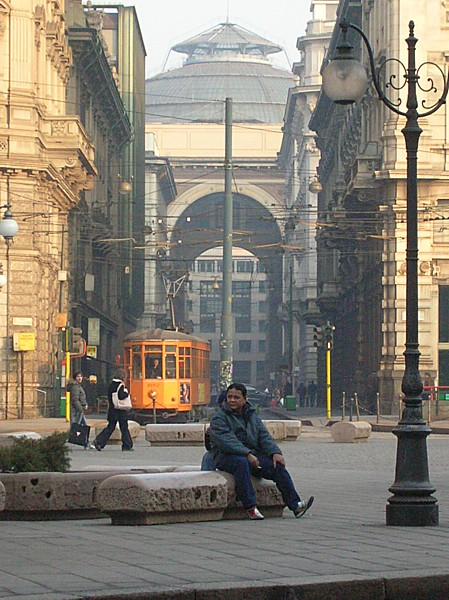
电车经过埃马努埃莱二世拱廊的入口之一